# Désiré Maichin
François Désiré Maichin est un homme politique français né le 25 décembre 1810 à Saint-Pompain (Deux-Sèvres) et mort le 10 août 1857 à Saint-Pompain (Deux-Sèvres).

## Biographie
Élève chirurgien au Val-de-Grace, il exerce ensuite à l'hôpital militaire de Strasbourg. Docteur en médecin en 1835, il est nommé à l'hôpital militaire de Lyon, qu'il quitte en 1836 pour revenir dans les Deux-Sèvres. Il est député des Deux-Sèvres de 1846 à 1849, siégeant dans l'opposition d'extrême gauche sous la Monarchie de Juillet. Commissaire du gouvernement dans les Deux-Sèvres en février 1848, il retrouve son siège de député en avril et siège à gauche.
Il est le frère de Marie Joseph Maichin né le 30 décembre 1816, à Saint-Pompain, décédé le 12 décembre 1892 à Paris, qui a été maire de Niort, ils ont donné leur nom à la rue des Frères Maichain, dans le quartier de Sainte-Pezenne.

## Sources
- « Désiré Maichin », dans Adolphe Robert et Gaston Cougny, Dictionnaire des parlementaires français, Edgar Bourloton, 1889-1891 [détail de l’édition]